# Peter Reistenhofer

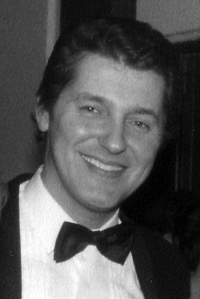
Peter Reistenhofer

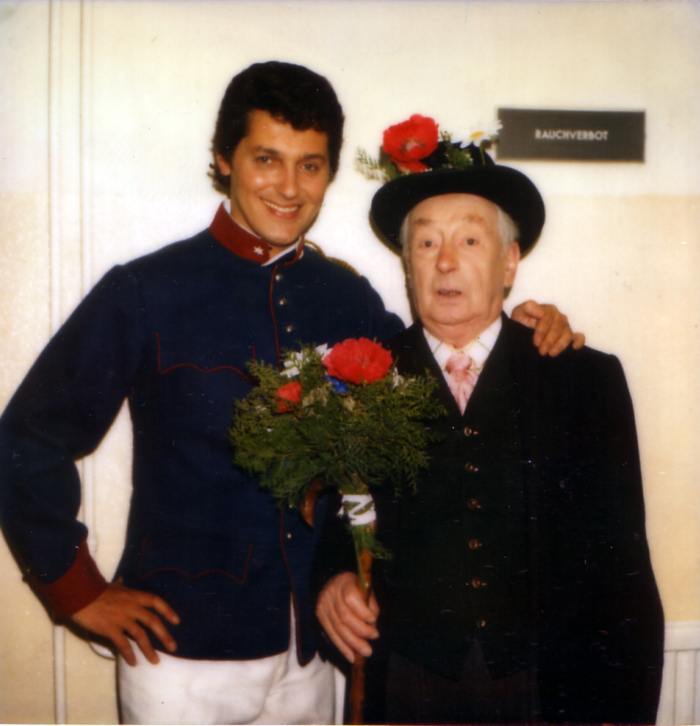
Peter Reistenhofer und Sepp Löwinger

Werner Peter Reistenhofer (* 3. Oktober 1938 in München; † 29. Juli 2001 in Graz) war ein österreichischer Schauspieler und Hotelier.

## Leben
Er war der Sohn des Malers Adolf Ziegler, der Präsident der Reichskammer der bildenden Künste in der Zeit des Nationalsozialismus und zeitgenössischer Lieblingsmaler von Adolf Hitler war.
Reistenhofer besuchte zunächst die Hotelfachschule in Gleichenberg, in der er zum Hotelfachmann ausgebildet wurde. Nach seinem Abschluss arbeitete er das Folgejahr als Steward auf einem Luxusdampfer und besuchte anschließend eine Schauspielschule in München. Nach dieser Zeit hat er mehrere Male mit Udo Jürgens im damaligen Cafe Lido am Wörthersee gesungen. Dieses Lokal gehörte seinem Stiefvater Hugo Reistenhofer.
Ab 1964 war er am Schauspielhaus Graz engagiert, ab 1978 war er festes Ensemble-Mitglied der Löwinger-Bühne. Am Schauspielhaus Graz ebenso wie an der Löwinger Bühne wurde er für Hauptrollen, wie etwa in William Shakespeares Othello, 1982 in „Die falsche Katz“ oder 1986 in „Liebe, Krach und Sonnenschein“, besetzt und war beim Publikum sehr beliebt. Nach seiner Schauspielerkarriere übernahm er das „Hotel Münchnerhof“, ehemals „Hotel 3 Hacken“, seines Stiefvaters in Graz.
Reistenhofer war mit der Direktionssekretärin Sylvia Reistenhofer verheiratet. Dieser Ehe entstammt Sohn Marcus Reistenhofer (* 1982).